# Klein Vollbüttel

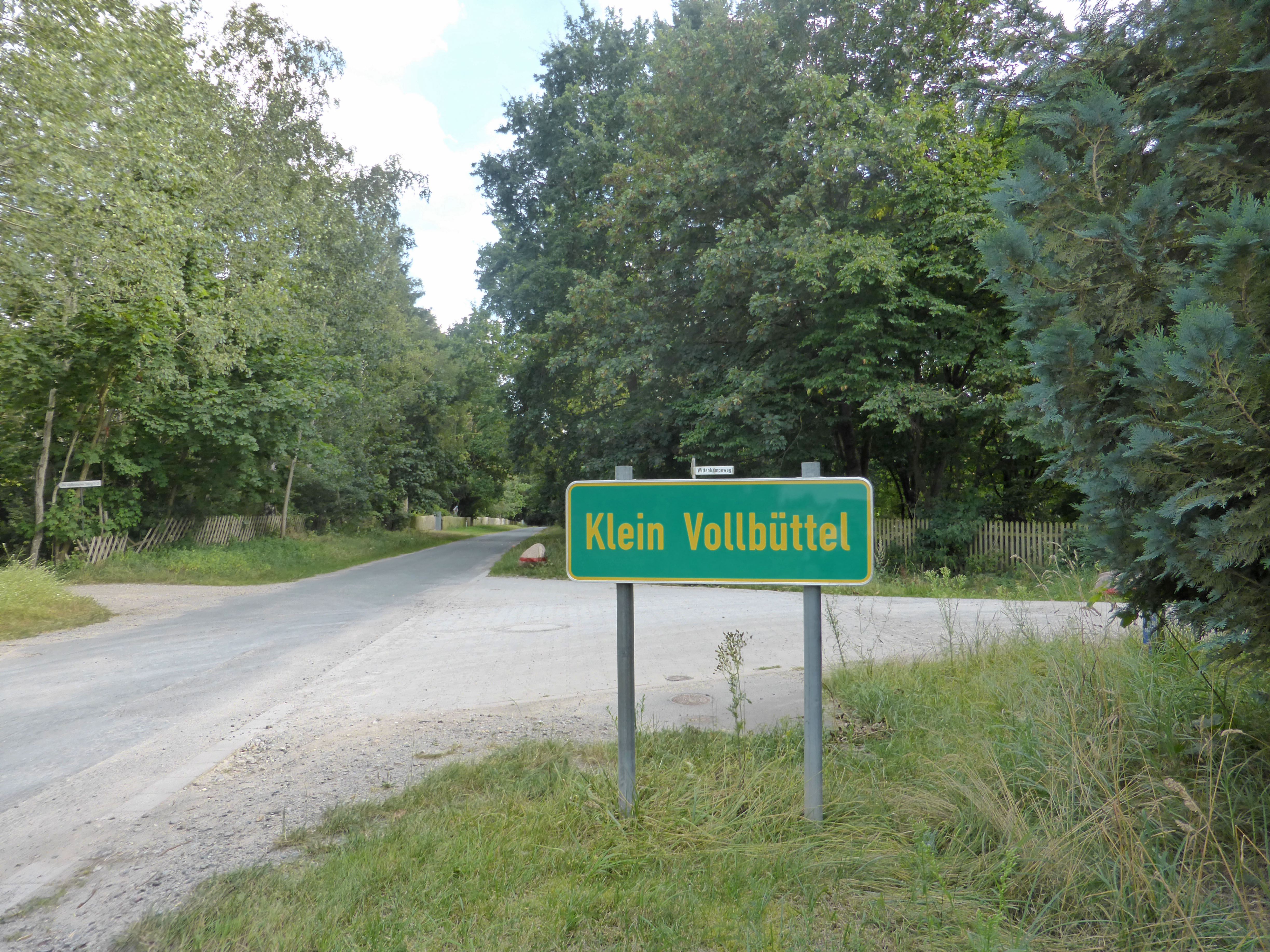
Ortseingang

Klein Vollbüttel ist ein zu Vollbüttel gehörender Wohnplatz, in der Gemeinde Ribbesbüttel im Landkreis Gifhorn in Niedersachsen. Klein Vollbüttel gehört zu den Ortschaften mit der Ortsnamenendung -büttel, die im südlichen Landkreis Gifhorn häufig zu finden sind.
Klein Vollbüttel liegt im Osten von Niedersachsen, rund sieben Kilometer südwestlich der Kreisstadt Gifhorn, zwischen Vollbüttel und der Kreisstraße K 48. Durch Klein Vollbüttel fließt die Vollbütteler Riede.
Seit dem 1. März 1974 gehört Klein Vollbüttel zur Gemeinde Ribbesbüttel.